# Stylurus annulatus
Stylurus annulatus är en trollsländeart som först beskrevs av Alexander Michailovitsch Djakonov 1926.  Stylurus annulatus ingår i släktet Stylurus och familjen flodtrollsländor. Inga underarter finns listade i Catalogue of Life.